# Roman Torochov
Roman Sergeevič Torochov, conosciuto anche con il nome di battaglia Ural (in russo Роман Сергеевич Торохов?; Belogorsk, 14 agosto 1984 – Betnamove, 6 novembre 2023), è stato un militare russo, Eroe della Russia e comandante della 114ª Brigata fucilieri motorizzata delle guardie tra gennaio e novembre 2023.

## Biografia
Torochov nacque il 14 agosto 1984 a Belogorsk, figlio di Sergej Aleksandrovič, militare in carriera, e Natal'ja Nikolaevna. Nel 1994 la famiglia torochov dovette trasferirsi in seguito al trasferimento di Sergej Torochov alla guarnigione della 131ª Brigata fucilieri motorizzata,  e il giovane Roman finì gli studi alla scuola secondaria superiore n. 17 di Majkop, capitale dell'Adighezia.

### Carriera militare
Volendo seguire le orme del padre, nel 2001 entrò all'Istituto militare di Novosibirsk, riorganizzata in seguito nella Scuola di comando militare superiore di Novosibirsk, dove nel 2005 si è laureato in "Combattimento e attività quotidiane delle unità di fucilieri motorizzati".
Successivamente prestò servizio come comandante di un plotone lanciagranate nel 693º Reggimento della 19ª Divisione fucilieri motorizzata. All'interno del reggimento partecipò alla guerra russo-georgiana del 2008. La sua unità venne poi usata come base della 4ª Base militare russa a Tskhinvali, capitale della repubblica separatista dell'Ossezia del Sud.
Dopo aver superato le fasi prescritte di una carriera militare, nel 2014 entrò a Mosca nell'Accademia interforze delle forze armate della Federazione Russa, dove si laureò con lode nel 2017 in direzione di "Gestione di unità e formazioni militari". Successivamente, venne assegnato alla guarnigione di Čebarkul dove prestò servizio nelle formazioni della 90ª Divisione corazzata delle guardie. Tra gennaio e maggio 2018  Torochov operò in Siria all'interno del contingente russo a sostegno del governo di Bashar al-Assad durante la guerra civile nel paese; per il suo servizio gli fu conferita la Medaglia Žukov.

#### Invasione russa dell'Ucraina
Torochov ha partecipato all'invasione russa dell'Ucraina fin dai primi giorni, durante i quali ha ricevuto onorificenze statali tra quali l'Ordine del Coraggio per aver preso parte alla conquista della città di Volnovacha nel marzo 2022. Con l'annessione dell'oblast di Donec'k da parte della Russia nel dicembre 2022, Torochov venne nominato comandante della 114ª Brigata fucilieri motorizzata nel gennaio successivo.
Sotto il colonnello Torochov, nell'ottobre 2023 la 114ª Brigata è stata trasferita nel settore settentrionale dell'area fortificata di Avdiïvka per prendere parte alla nuova offensiva russa contro questo bastione difensivo ucraino. Gli attacchi iniziali dell'autunno 2023 sono risultati in costosi fallimenti, durante i quali ha subito gravi perdite nei propri reparti meccanizzati impiegati in assalti frontali. 

### Morte

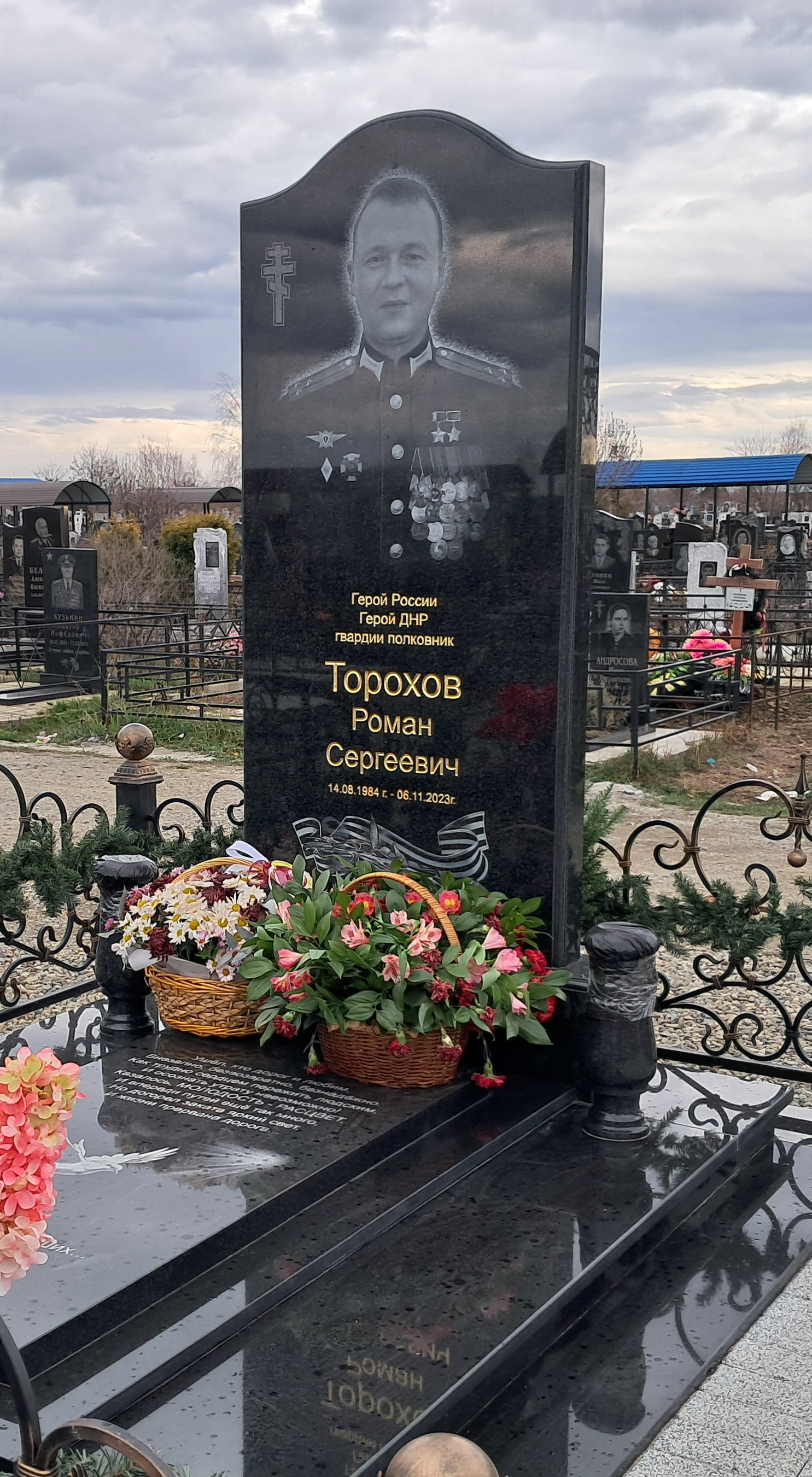
Tomba di Roman Torochov

Il 6 novembre 2023 Torochov stava guidando vicino al villaggio di Betnamove (ancora conosciuto come Krasnij Partizan in Russia) quando un attacco missilistico con bombe a grappolo ucraino colpì la sua auto facendola esplodere.
Il 24 gennaio 2024, il governatore dell'Adighezia Murat Kumpilov e il comandante ad interim del distretto militare meridionale, tenente generale Vladimir Kochetkov ha consegnato la Stella dell'eroe n. 1570 alla famiglia di Torochov.

## Vita privata
Torochov era sposato con Elena. La coppia ha avuto una figlia, Valerija.

## Commemorazione
- Un monumento a Torochov è stato eretto nella sezione militare del cimitero della città nuova di Majkop.
- Nella scuola n. 17 di Majkop sono stati inaugurati due banchi dedicati agli eroi in onore di Evgenij Osokin e Roman Torochov.
- L'11 marzo 2024, il distaccamento della Junarmija della Repubblica di Adighezia è stato intitolato a Torochov.[8]
- Il nome del colonnello è stato dato a una delle strade di Majkop.[9]
- Una nuova scuola per 1.100 studenti nella parte orientale della città di Majkop è stata intitolata a Torochov.[10]
- A Majkop è stato installato uno striscione dedicato a Roman Torochov.

## Onorificenze

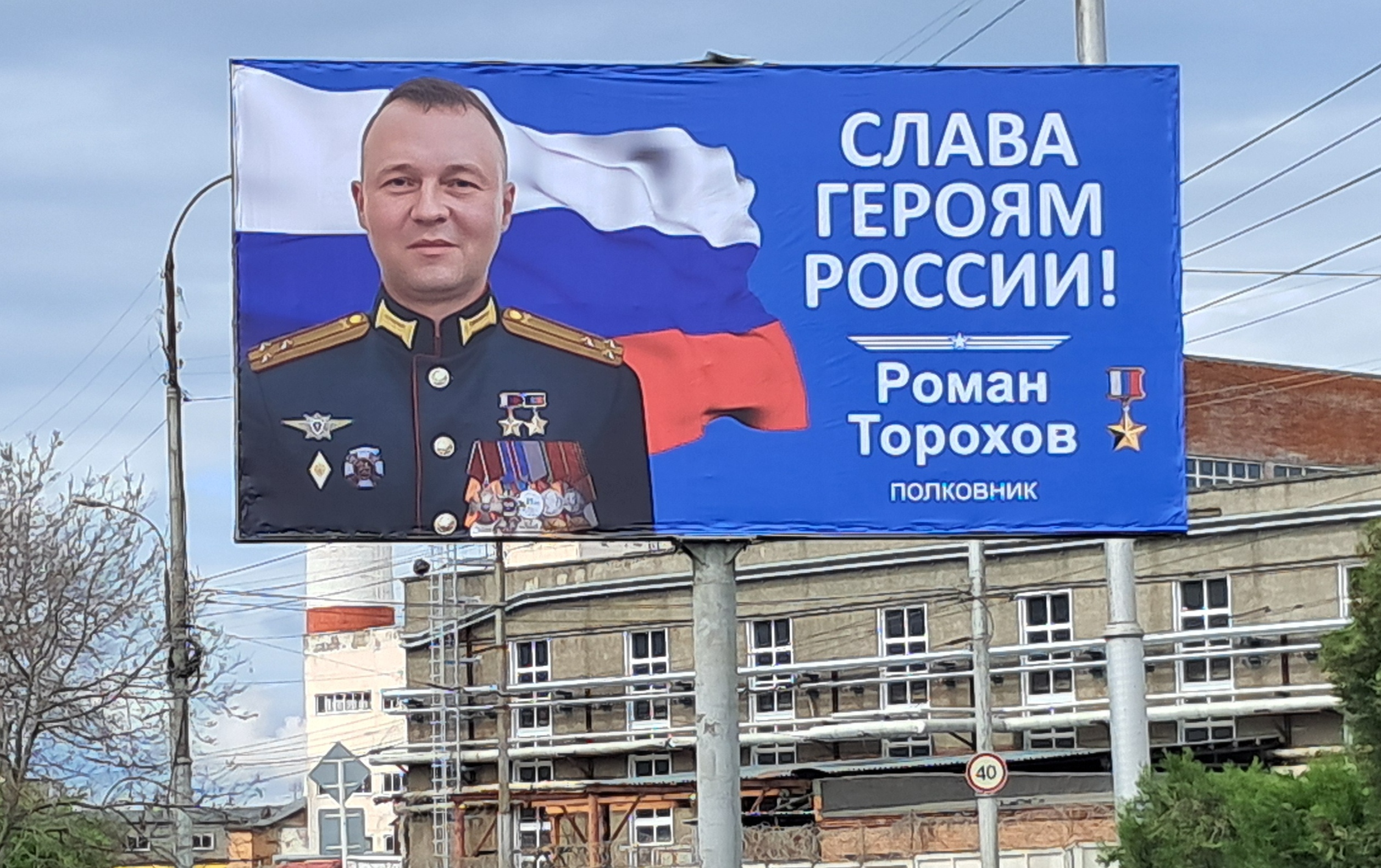
Striscione commemorativo di Roman Torochov